# Homer Glen
Homer Glen es una villa ubicada en el condado de Will en el estado estadounidense de Illinois. En el Censo de 2010 tenía una población de 24220 habitantes y una densidad poblacional de 420,99 personas por km².

## Geografía

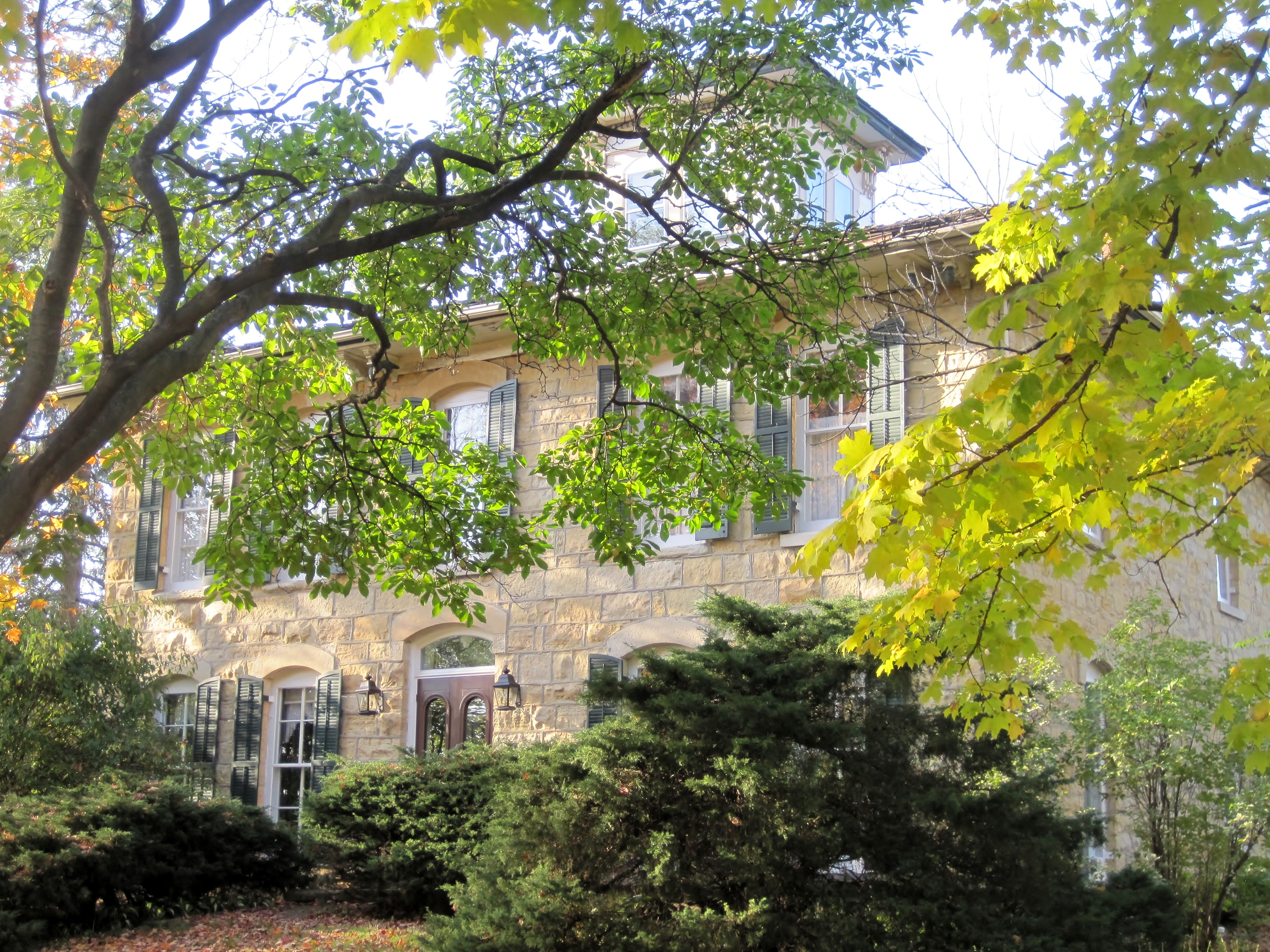
Stone Manor

Homer Glen se encuentra ubicada en las coordenadas 41°36′19″N 87°57′9″O / 41.60528, -87.95250. Según la Oficina del Censo de los Estados Unidos, Homer Glen tiene una superficie total de 57.53 km², de la cual 57.43 km² corresponden a tierra firme y (0.18%) 0.1 km² es agua.

## Demografía
Según el censo de 2010, había 24220 personas residiendo en Homer Glen. La densidad de población era de 420,99 hab./km². De los 24220 habitantes, Homer Glen estaba compuesto por el 95.52% blancos, el 0.57% eran afroamericanos, el 0.08% eran amerindios, el 1.75% eran asiáticos, el 0.02% eran isleños del Pacífico, el 0.98% eran de otras razas y el 1.08% pertenecían a dos o más razas. Del total de la población el 4.91% eran hispanos o latinos de cualquier raza.